# 湖北白猪
湖北白猪，中国培育的猪品种，主要产于湖北武汉市及周围地区，由约克夏猪、兰德瑞斯猪与湖北的通城猪、监利猪、荣昌猪杂交而成。体毛为白色，中躯较长，腿臀多肉结实，为瘦肉型猪种。体重约200－300千克。这种猪能够适应长江中游的气候，生长迅速。3个月即能进行性行为生育后代。母猪初次产仔9.5－10.5头，产仔3次后能达到12头以上。